# Ascosphaeraceae
Ascosphaeraceae is een familie van de klasse Eurotiomycetes van de ascomyceten. Deze schimmels hebben zich gespecialiseerd op bijen

## Kenmerken
De heterothallische schimmeldraden zijn vertakt en gesepteerd.
Het ascocarp is een kalkkleurige sporocyst. De sporocyst is afkomstig van haakvormende ascogene hyfen. De sporocyst wordt gevormd uit een enkele cel, de nutriocyst, is eencellig en cyste-achtig en heeft een dubbele wand. De sporenzakjes liggen in groepen in sporenbollen, die elk omgeven zijn door één membraan. Een sporenbol kan twee tot honderden sporenzakjes bevatten. De sporenzakjes komen vrij in de sporocyst te liggen doordat de wand van de sporenbol in stukjes breekt. In de sporenzakjes zitten de ascosporen.

## Taxonomie
Tot de familie Ascosphaeraceae behoren de geslachten:
- Arrhenosphaera
- Ascosphaera
  - Ascosphaera callicarpa
- Bettsia

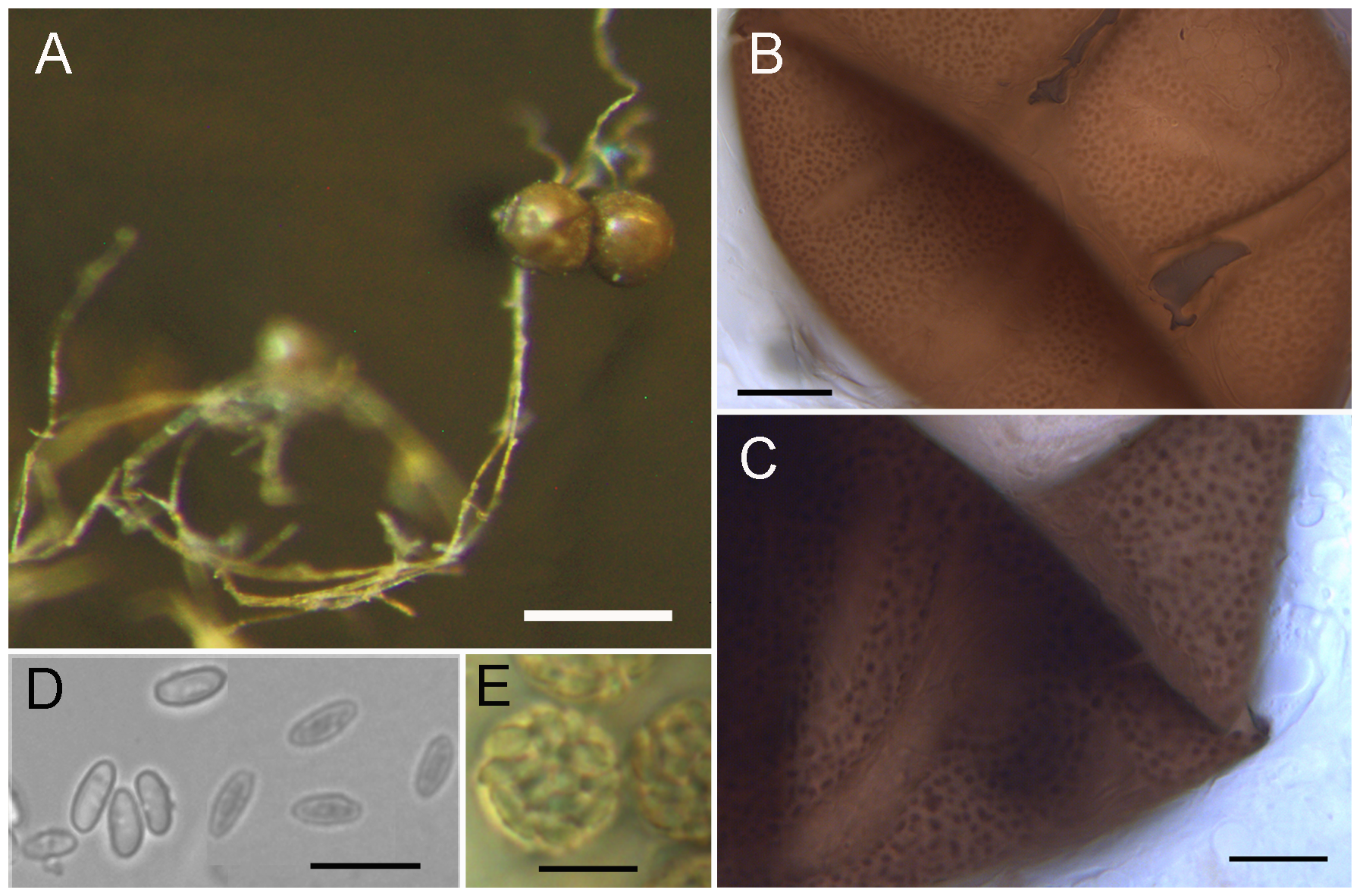
Ascosphaera fimicola: A: twee iriserende sporocysten nog vast aan de hyfen. B–C: close-up van sporocysten. D: ascosporen. E: sporenbol.
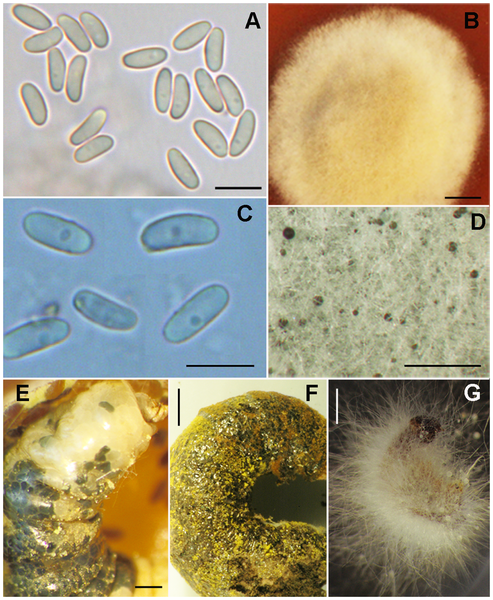
Ascosphaera aggregata: A) ascoporen. B) cultuur op V8 agar-voedingsbodem met myceliumgroei.; Ascosphaera proliperda: C) ascosporen. D) cultuur op SDA-voedingsbodem met wit mycelium en verspreid liggende, zwarte sporocysten. E–F) bijenlarven met vuilbroed veroorzaakt door bijenkalkbroed (A. aggregata). E) Dode ranonkelbij larve met volgroeide (zwart) en onvolgroeide (wit) sporocysten onder de huid. F) Verdroogde, opgezwollen, geïnfecteerde rosse metselbij larven G) Schimmeldraden en sporocysten van door bijenkalkbroed (A. proliperda) geïnfecteerde laven. Maatstrepen: A = 10 µm, B = 2 cm, C = 5 µm, D = 825 µm, E = 2 mm, F = 1 mm, G = 2 mm.